# Audiencie

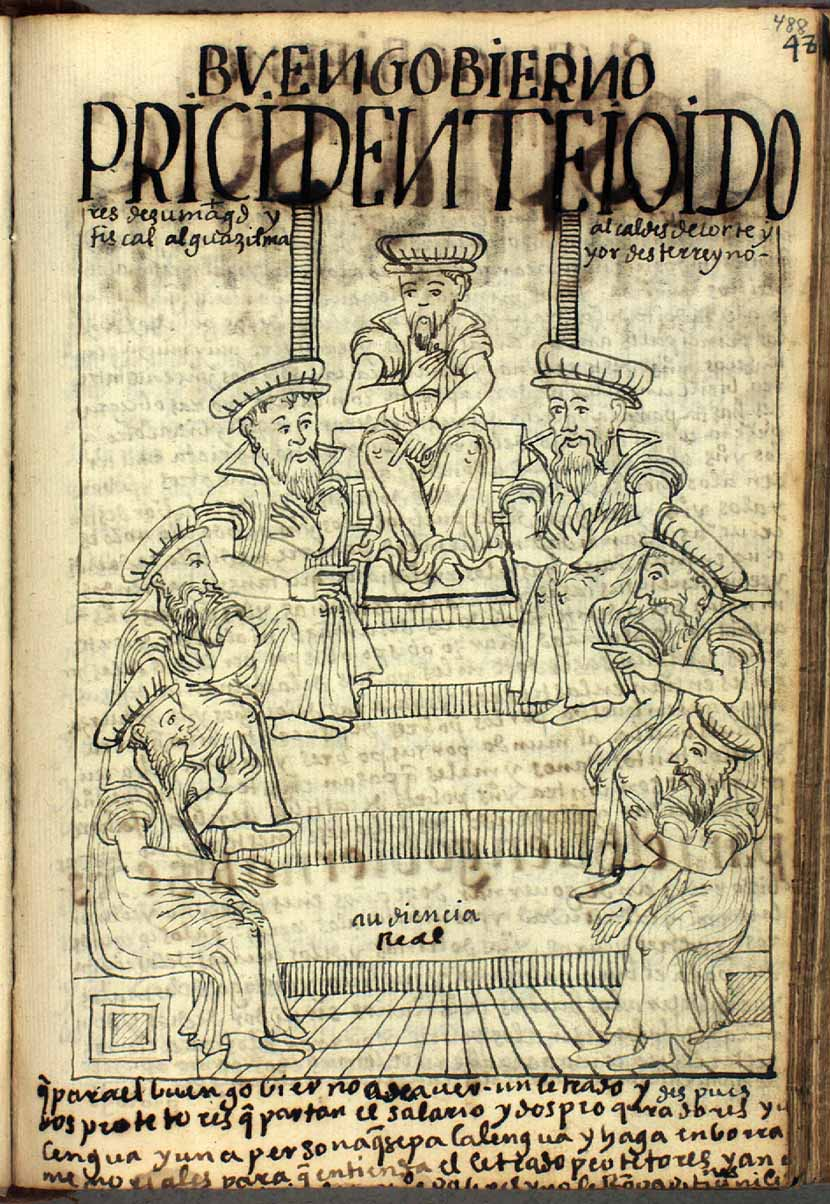
Dobové vyobrazení soudců (oidores) a předsedy (presidente) audiencie v Nueva corónica y buen gobierno od Felipe Guamana Poma de Ayaly. Kolem poloviny 16. století

Audiencie (španělsky audiencia nebo také audiencia real) byla původně soudní instituce s funkcí apelačního soudu ve Španělsku a v jeho koloniích, která poprvé vznikla ve 14. století v Kastilii. Během 16. století se model audiencie rozšířil do některých částí Španělska a do jeho evropských a amerických držav.
Zatímco ve Španělsku měla audiencie téměř výlučně soudní funkce, v amerických koloniích Španělska byla audiencie soudní i správní institucí s řadou významných výkonných funkcí. V případě absence vojenského velitele, měla audiencie rovněž vojenské funkce, což z ní činilo v podstatě jednu z nejvýznamnějších a nejuniverzálnějších institucí španělské koloniální vlády v Jižní a Severní Americe.
Ve vztahu k vyšší instanci koloniální správy, kterým bylo vicekrálovství v čele s přímým zástupcem španělského panovníka v kolonii místokrálem (vicerey), měly audiencie značnou míru nezávislosti. Přestože audiencie většinou předsedal místokrál, který rozsudky soudců audiencie potvrzoval, byla rozhodnutí soudců často činěna nezávisle od místokrále. V případě neobsazení místa místokrále nebo guvernéra, zastávala audiencie také roli při rozdělování encomiendy. Prestižní role audiencie oblastí legislativy se také projevovala v tom, že měla v této oblasti také významnou roli jako poradní orgán místokrále nebo generálního kapitána.
Moc audiencie v soudní oblasti vycházela ze skutečnosti, že představovala soud poslední instance, od něhož již nebylo dovolání – mimo výjimečné případy, ve kterých rozhodoval přímo španělský panovník. Specifické postavení audiencie je dále možné charakterizovat také tím, že audiencie se mohla na španělského panovníka v nezbytných otázkách obrátit přímo a nikoliv přes místokrále. V rámci koloniální hierarchie však obě instituce podléhaly centralizované kontrole Rady Indií. Naopak soudy nižších instancí byly v případě kolonií značně různé a zahrnovaly soudy církevní, vojenské soudy nebo soudy pro záležitosti Indiánů.
Audiencie se většinou skládala z celkem šesti soudců (takzvaných oidores) a její administrativní funkce plnili dále právníci, sekretáři a také kněží.

## Audiencie ve Španělsku
První audiencie byla založena v Kastilském království v roce 1371 ve Valladolidu. Valladolidská audiencie fungovala jako nejvyšší soud v Kastilii po následující dvě století. Odvolání proti rozhodnutím kastilských audiencií bylo možné podat pouze k Radě Kastilie po jejím vytvoření v roce 1480.
Po sjednocení Kastilské a Aragonské koruny do Španělského království a následném dobytí Granady v roce 1492 byla audiencie rozdělena na dvě části. Audiencie ve Valladolidu řešila případy pocházející ze severu od řeky Tajo, zatímco Královská audiencie v Ciudad Real (1494) měla na starosti případy z jižní části. Druhá audiencie byla v roce 1505 přesunuta do Granady.
Za vlády Karla V. a Filipa II. byl systém audiencií rozšířen nejprve v samotném Španělsku, například Královská audiencie Aragonie (1528), a poté i do zbytku španělské říše. Audiencie ve městech a provinciích, které dnes patří Španělsku, zahrnovaly Sevillu (1566), Las Palmas (1568), Mallorcu (1571), Asturii (1717) a Extremaduru (1790). Audiencie a místokrálové Aragonské koruny podléhali Radě Aragonie, která byla zřízena v roce 1494.

## Královské audiencie v zámořských koloniích
Během doby se administrativní územní hranice audiencii ve španělské Americe proměňovaly, nicméně obecně se uvádí následující audiencie španělského koloniálního impéria na americkém kontinentu a ve Španělské Východní Indii:
- Audiencie Santo Domingo (1526)
- Audiencie México (1527)
- Audiencie Panamá (1530)
- Audiencie Guatemala (1543)
- Audiencie Lima (1543)
- Audiencie Bogotá (1549)
- Audiencie Guadalajara (1548)
- Audiencie Charcas (1559)
- Audiencie Quito (1563)
- Audiencie Chile (1563)
- Audiencie Manila (1583)

- Audiencie Buenos Aires (1661)
- Audiencie Caracas (1786)
- Audiencie Cuzco (1787)